# Smyths
Smyths Toys est une chaîne multinationale irlandaise spécialisée dans la distribution de jouets et de produits de divertissement pour enfants.

## Historique
Le groupe Smyths Toys est créé en 1986 à Claremorris, comté Maigh Eo, dans l'ouest de l'Irlande par quatre frères : Tony, Pádraig, Liam et Thomas (Tommy) Smyth.
En avril 2018, la chaîne rachète des magasins Toys'R'Us en Allemagne, Autriche et Suisse. Ceux-ci passent sous l'enseigne Smyths dès l'année suivante.
Début 2022, le groupe international comptait ainsi environ 240 magasins, dont 90 en Europe continentale, et employait près de 6000 salariés.
En juillet 2022, le groupe est désigné comme repreneur de 41 des 45 magasins de l'enseigne française PicWicToys, et au printemps 2023 ouvrait le premier magasin néerlandais.